# Triumph TE-1
La Triumph TE-1 est un roadster électrique construit par la firme britannique moto Triumph.

## Technologie et performances
La TE-1 est développée en collaboration avec :
- Williams Advanced Engineering pour la batterie, rechargeable à 80 % en 20 minutes ;
- Integral Powertrain LTD pour le moteur électrique et l'onduleur ;
- Université de Warwick pour la simulation des essais.

Avec la création d'une moto électrique, les problèmes de stabilité dus au couple moteur instantané, un système d'anti-wheeling et un contrôle de traction en courbe sont intégrés, ainsi qu'un système de régénération d'énergie au freinage déjà utilisé sur les voitures électriques, une marche arrière et quatre modes moteurs.
La TE-1 dispose d'une autonomie de 160 km. Le moteur électrique délivre une puissance de 177 ch, permettant d'accélérer de 0 à 60 mph (97 km/h) en 3,6 secondes, et de 0 à 100 mph (161 km/h) en 6,7 secondes.[réf. nécessaire]